# HMAS Francis
HMAS „Francis” – okręt pomocniczy należący do Royal Australian Navy w okresie II wojny światowej.

## Historia
Zbudowany w 1908 lugier „Francis” został zarekwirowany przez RAN w kwietniu 1942 i był używany jako okręt baza nurków. Okręt mierzył 11,3 m długości i 3,6 m szerokości.
Po zakończeniu wojny okręt został sprzedany w listopadzie 1945.